# Arti marziali interne ed esterne
Le Arti marziali, soprattutto quelle cinesi, sono spesso classificate in interne ed esterne. Negli stili interni (i più antichi e contemporanei al buddismo) prevale l'insegnamento spirituale, in quelli esterni forza, potenza e velocità. Naturalmente la divisione tra i due approcci non è così netta, perché arti soprattutto esterne possono avere insegnamenti interni e viceversa.

## Descrizione

### Arti marziali interne
All'origine degli stili interni vi è probabilmente la fusione tra le pratiche meditative del Buddismo e del Taoismo con quelle marziali preesistenti dei villaggi cinesi. La meditazione richiede, infatti, la ricerca di un equilibrio sia fisico che mentale, idea poi fatta propria da altre arti marziali che hanno posto il lavoro sul baricentro fisico proprio e dell'avversario al centro delle tecniche di difesa e di combattimento.
I praticanti degli stili interni, infatti, perseguono il controllo totale e continuo del corpo che consente loro di passare con leggerezza da una tecnica all'altra, prima neutralizzando gli attacchi avversari attraverso la contrazione della propria energia per poi colpire espandendola. 
Per questo motivo vedendo combattere un vero praticante di stile interno non si nota mai l'applicazione di forze, ma solo una ridirezione di quella del suo avversario, senza mai tradire, nella propria espressione o atteggiamento, i reali intendimenti e senza mai mostrare affanno fisico. I loro movimenti, sempre rilassati e morbidi, sono inoltre ottenuti dalla partecipazione di tutta la persona: un pugno nasce dal terreno e passa attraverso il corpo, con piedi, gambe, anche e spalle che lavorano separatamente ma insieme per conseguire l'effetto ricercato.
Essi cercano di conformarsi, cioè, ai principi universali che, secondo la filosofia orientale, sono all'origine di tutti i fenomeni naturali, ben concettualizzati nelle nozioni di tai ji (punto supremo in cui le forze si trasformano), wu xing (5 elementi), bagua (otto trigrammi), yi (cambiamento), qi, yin e yang, tao,...
L'allenamento degli stili interni si fonda, così, sulla ricerca della
- immobilità, per conseguire lo stato di wu wei (non agire per meglio agire)
- lentezza dei gesti, per ottenere l'unità tra corpo e spirito
- rilassamento del corpo, per liberare le tensioni e permettere ai fluidi ed al respiro di circolare meglio
- elasticità e flessibilità di movimento, per coordinare i gesti dei piedi (terra), della testa (cielo) e delle mani
- alternanza di pieno (durezza ed esplosività) con vuoto (distensione e rilassamento)
- introspezione, per coltivare il corpo con lo yi.

Nel XIX secolo i maestri di queste discipline si sono richiamati ai classici letterari della tradizione cinese (yi jing, dao de jing, Sun Tzu) per ritrovare nozioni di strategia ed energetici che hanno consentito di codificare per la pratica marziale degli stili interni un fondamento teorico molto importante.
In particolare, il maestro Sun Lutang (1861-1932) è stato il primo ad aver tentato una sintesi delle tre arti interne per eccellenza: taijiquan, ba qua zhang e xing yi quan.

### Arti marziali esterne
Gli stili esterni impiegano forza, potenza e velocità per vincere una opposizione. Per i praticanti non è possibile passare con continuità da una tecnica all'altra perché alternano movimenti lenti con altri veloci, esprimendo potenza fisica e tempismo per colpire l'avversario là dov'è più scoperto. Per questa ragione gli stili esterni, come il Kung Fu Shaolin, ricercano lo sviluppo muscolare per dare potenza e velocità ai movimenti, resistenza fisica per evitare di andare in debito di ossigeno oltre che il condizionamento del corpo a resistere ai colpi dell'avversario per continuare a lottare senza interruzione sempre e comunque.
L'allenamento per preparare il corpo ad assorbire i colpi e continuare a combattere nonostante il dolore è il pai da gong, noto anche come l'allenamento del "corpo di ferro" (letteralmente lavoro del colpire rumorosamente), che fa parte della formazione di gran parte degli stili esterni. I primi rappresentanti furono i monaci del tempio di Shaolin che nel tempo si sono conquistati la reputazione di lottatori invincibili. 